# Bozkale, Kars
Bozkale là một xã thuộc huyện Kars, tỉnh Kars, Thổ Nhĩ Kỳ. Dân số thời điểm năm 2010 là 520 người.